# Yūzō Ōtsuka
Yūzō Ōtsuka, född 27 januari 1921, död 18 augusti 2018, var en japansk barnboksförfattare och översättare. 
Ōtsuka föddes i Andong (dagens Dandong) i dåvarande Manchuriet och tog examen från juridiska fakulteten vid  Tokyo Imperial University. Från 1957 till 1966 arbetade han på förlaget Heibonsha, där han blev engagerad i översättning av barnlitteratur från USA, Storbritannien, Tyskland och Norden. Han är framförallt känd för att ha översatt ett stort antal av Astrid Lindgrens verk till japanska.

## Översättningar i urval
- Rindogureen sakuhinshū 1: Nagakutsushita no Pippi (Lindgrens samlade verk 1: Pippi Långstrump), Iwanami Shoten, 1964
- Rindogureen sakuhinshū 2: Pippi fune ni noru (Lindgrens samlade verk 2: Pippi Långstrump går ombord), Iwanami Shoten, 1965
- Rindogureen sakuhinshū 3: Pippi minami no shima e (Lindgrens samlade verk 3: Pippi Långstrump i Söderhavet), Iwanami Shoten, 1965
- Rindogureen sakuhinshū 4: Yakamashimura no kodomotachi (Lindgrens samlade verk 4: Alla vi barn i Bullerbyn), Iwanami Shoten 1965
- Rindogureen sakuhinshū 5: Yakamashimura no haru, natsu, aki, fuyu (Lindgrens samlade verk 5: Mera om oss barn i Bullerbyn), Iwanami Shoten, 1965
- Rindogureen sakuhinshū 6: Yakamashimura wa itsumo nigiyaka (Lindgrens samlade verk 6: Bara roligt i Bullerbyn), Iwanami Shoten, 1965
- Rindogureen sakuhinshū 7: Yane no ue no Kaaruson (Lindgrens samlade verk 7: Lillebror och Karlsson på taket), Iwanami Shoten, 1965
- Rindogureen sakuhinshū bekkan: Mio yo, watashi no Mio (Lindgrens samlade verk, tilläggsvolym: Mio, min Mio), Iwanami Shoten, 1967
- Rindogureen sakuhinshū bekkan 2: Chiisai kyoudai (Lindgrens samlade verk, tilläggsvolym 2: Sunnanäng), Iwanami Shoten, 1969
- Rindogureen sakuhinshū bekkan 3: Watashitachi no shima de (Lindgrens samlade verk, tilläggsvolym 3: Vi på Saltkråkan), 1970
- Rindogureen sakuhinshū bekkan 4: Oyayubikozō Nirusu Kaaruson (Lindgrens samlade verk, tilläggsvolym 4: Nils Karlsson Pyssling), Iwanami Shoten, 1974
- Rindogureen sakuhinshū bekkan 5: Yane no ue no Kaaruson tobimawaru (Lindgrens samlade verk, tilläggsvolym 5: Karlsson på taket flyger igen), Iwanami Shoten, 1975
- Rindogureen sakuhinshū bekkan 6: Haruka na kuni no kyōdai (Lindgrens samlade verk, tilläggsvolym 6: Bröderna Lejonhjärta), Iwanami Shoten, 1976
- Rindogureen sakuhinshū bekkan 7: Sanzoku no musume Roonya (Lindgrens samlade verk, tilläggsvolym 7: Ronja Rövardotter), Iwanami Shoten, 1982